# Halffterobolbus laevistriatus
Halffterobolbus laevistriatus är en skalbaggsart som beskrevs av Antoine Boucomont 1932. Halffterobolbus laevistriatus ingår i släktet Halffterobolbus och familjen Bolboceratidae. Inga underarter finns listade i Catalogue of Life.